# Epicopeia mencia
Epicopeia mencia is een vlinder uit de familie van de Epicopeiidae. De wetenschappelijke naam van de soort is voor het eerst geldig gepubliceerd in 1874 door Moore.